# Кубински листонос
Кубинският листонос (Phyllonycteris poeyi) е вид бозайник от семейство Американски листоноси прилепи (Phyllostomidae).

## Разпространение
Този прилеп е разпространен на карибските острови Куба и Испаньола.